# Carlos Lasalde
Carlos Lasalde Nombela (Portillo de Toledo, 4 de noviembre de 1841-4 de septiembre de 1906) fue un escolapio, arqueólogo, latinista, historiador, bibliógrafo y educador español.

## Biografía
Carlos Lasalde (o Laxalde), de madre toledana natural del pueblo donde nació y padre vascofrancés, estudió en su lugar y luego en Madrid (Real Colegio de San Antonio Abad). Ingresó como escolapio a los quince años en Getafe; siguió estudiando en Alcalá de Henares y destacó como alumno brillante en letras grecolatinas y en ciencias. Además del griego y el latín, llegará a dominar el francés y el alemán.
Se ordenó sacerdote en Granada, donde además ejerció como profesor. En 1868 se trasladó al colegio escolapio de Yecla, donde permaneció mucho tiempo (hasta 1883) y tuvo entre sus alumnos a un Azorín de ocho años, quien lo describió afectuosamente en varias obras. Allí desarrolló además una importante labor cultural. Publicó por entonces una Gramática latina y Lengua latina y su enseñanza, e hizo investigaciones arqueológicas en la provincia de Albacete, en particular en el Cerro de los Santos. Además se doctoró en Farmacia.
Experto helenista, fue llamado también para examinar a los aspirantes a cátedras de griego. Colaboró en la revista madrileña El Fomento (1871), La Niñez (1879-83), Áncora de Castilla (1881), La Ciencia Cristiana, La Ilustración de Madrid y Revista Contemporánea (1897-99), entre muchas otras. Fundó y dirigió la Revista Calasancia (1888-1895), consagrada ante todo a la pedagogía, materia en la que se le debe además un Manual de pedagogía; nombrado en 1887 cronista general de su orden, compuso una importante biobibliografía de los escolapios españoles en tres volúmenes que aparecieron póstumos: la Historia literaria y Bibliografía de las Escuelas Pías de España (Madrid, 1927). Fue el primero en España en aplicar las leyes de la filología comparada en el estudio del latín en su Desarrollo del idioma castellano desde el siglo XV hasta nuestros días (1912), y Amadeo I le concedió el título de “benemérito de la patria”. En 1902 lo nombraron consultor general y al poco visitador general de su orden y en 1904 provincial honorario. Pasó sus últimos años en Getafe y en Madrid y falleció en 1906, el día 4 de septiembre.

## Obras
- Memoria de las notables excavaciones hechas en el Cerro de los Santos. Madrid, 1871.
- Primeros pobladores de España (1871)
- Estudios acerca del pueblo bastetano (1879)
- Inscripciones hispano-egipcias (1880)
- Antigüedades de Yecla (1880)
- Aficionado a las antigüedades (1881)
- La Bastitania (1882).
- Reglamento general para los Seminarios de las Escuelas Pías. Madrid, Avrial 1871
- Espíritu de San José de Calasanz, Sentencias piadosas sacadas de las cartas del Santo. Madrid, Rivadeneira 1886
- Tradiciones históricas de España. Madrid, Dubrull 1889
- Gramática latina del P. Calixto Hornero corregida y aumentada por el P. P. Álvarez y ahora nuevamente por el P. C. L Madrid, Rivadeneira 1889
- Compendio de la vida del B. Pompilio M. Pirrotti. Madrid, Dubrull 1890
- Ejercicios de piedad para uso de los discípulos de las Escuelas Pías dispuestos primeramente por el P. A. Ruiz y ahora dispuestos en otra forma y aumentados. Madrid, Dubrull 1891
- Práctica de vida cristiana por el B. Pompilio Maria. Madrid. Dubrull 1891
- Historia literaria y Bibliografía de las Escuelas Pías de España (3 tomos). Madrid 1927
- Espíritu de S. José de Calasanz. Madrid, S. Bernardo 1903
- Vademécum del maestro escolapio. Madrid, Avrial 1903
- Manual de pedagogía, ó sea Exposición de los principios fundamentales de la Educación y de los métodos de Enseñanza. Friburgo di Brisgovia. Herder 1911.
- Compendio de geografía con 129 grabados y 4 mapas en color (1895); muy reimpreso.
- Tradiciones históricas de España; Madrid: A. Pérez Dubrull, 1888
- Primer curso de latin; Madrid: M. Minuesa, 1876
- Dir. de VV. AA. El lector castellano; dispuesto por Padres Escolapios; bajo la dirección del P. Carlos Lasalde y adornado con numerosos grabados; Friburgo de Brisgovia, B. Herder, 1897-1904, 4 vols.
- Libros de lectura para las Escuelas Pías, Madrid: Viuda e hijos de Fuentenebro, 1903, 3 vols.
- Desarrollo del Idioma Castellano desde el siglo XV hasta nuestros días (1912)